# قبيط جيرمان
قبيط جيرمان (الاسم العلمي Polyplectron germaini)، طير من القبيط وينتمي إلى فصيلة التدرجية. موطنه الهند الصينية. سُمي على طبيب بيطري فرنسي في الجيش الفرنسي الاستعماري (لويس رودولف جيرمان).